# Trópusi vihar (film, 2008)
A Trópusi vihar 2008-as amerikai–brit–német szatirikus akcióvígjáték, amelynek rendezője, forgatókönyvírója (Justin Theroux és Etan Coen mellett), filmproducere és főszereplője Ben Stiller. További fontosabb szerepekben Robert Downey Jr. és Jack Black látható. 
A fő cselekmény egy csapat primadonna színész körül forog, akik egy vietnámi háborúról szóló filmet készítenek. Amikor a csalódott író-rendező úgy dönt, hogy színészeit a dzsungel közepébe küldi, akkor azok rá vannak kényszerítve, hogy színészi képességeikre hagyatkozva túléljék a valós akciót és veszélyt. A film gyártója a Red Hour Films, forgalmazója a DreamWorks és a Paramount Pictures.
Stiller ötlete a filmmel kapcsolatban akkor merült fel, amikor egy kisebb szerepen dolgozott A Nap birodalma című filmben. Csak később kérte fel Therouxt és Coent a forgatókönyv befejezésére. Miután a produkció 2006-ban zöld utat kapott, a felvételek 2007-ben, 13 héten át zajlottak a Hawaii Kauai nevű szigetén, ezt azóta a szigetállam történetének legnagyobb filmes produkciójának tekintik. A Trópusi vihar kiterjedt marketinges promócióval rendelkezett: többek között ál-weboldalakkal a főhősöknek, s azok fiktív filmjeinek, egy kitalált televíziós különkiadás híresztelésével és azzal, hogy a filmben reklámozott energiaitalt, a "Suna Szaft"-ot (angolul: Booty Sweat) a valóságban is értékesítették. A filmet már a bemutatót megelőzően kritizálták fogyatékossággal élők érdekvédelmi csoportjai, az értelmi fogyatékosság ábrázolása miatt.
A film általánosan kedvező fogadtatást kapott: a kritikusok a főhősöket, a történetet, illetve az álelőzeteseket és -reklámokat dicsérték, míg sértő tartalmát bírálták. A film aláfestő zenei albuma 2008. augusztus 5-én jelent meg, a film mozikba kerülése előtt. Az észak-amerikai nyitó hétvégén a film 26 millió dolláros bevétellel debütált, első helyét további két hétig megtartotta. A filmet és annak szereplőit számos díjra jelölték, például a Screen Actors Guild, a Broadcast Film Critics Association és a Filmművészeti és Filmtudományi Akadémia szervezetek. A Trópusi vihar bevétele a mozikban összesen 180 millió dollár volt, mielőtt 2008. november 18-án házimozi (DVD) formátumban is kiadták volna.

## Cselekmény
A történet szerint a kampókezű vietnámi veterán, John "Négylevelű" Tayback (Nick Nolte) Trópusi vihar című regénye kerül megfilmesítésre. Az újonc segédszínész, Kevin Sandusky (Jay Baruchel) kivételével a teljes színészgárda – a halványuló akcióhős Tugg Speedman (Stiller); az ötszörös Oscar-díjas, ausztrál módszerszínész Kirk Lazarus (Downey Jr.); a rapper Alpa Chino (Brandon T. Jackson), és a kábítószer-függő komikus Jeff Portnoy (Jack Black) – észszerűtlenül viselkedik. Az újonc rendező, Damien Cockburn (Steve Coogan) képtelen irányítani színészeit egy hatalmas háborús jelenet forgatása közben, és a film mindössze öt nappal a forgatás megkezdése után máris egy hónapos lemaradásban van. Cockburnt a stúdió vezetője, Les Grossman (Tom Cruise) hívatja, s tájékoztatja vele: ha a forgatás nem tér vissza a helyes vágányra, akkor számolniuk kell a film törlésével.
Tayback tanácsára Cockburn a dzsungel közepébe dobja színészeit, ahol kamerákat és hamisított speciális effektes robbanásokat rejtett el, a gerilla hatású film elérése érdekében. A színészeknek vannak fegyvereik, ám azok csak vaktöltényekkel tüzelnek, illetve egy térképpel és egy forgatókönyvvel rendelkeznek, ami megmutatja nekik az utat a dzsungelen keresztül, egészen a rájuk váró helikopterig. A színészek tudtuk nélkül a délkelet-ázsiai Arany Háromszögbe kerülnek, ami a heroin-termelő Tüzes Sárkány gang területe. Röviddel a csoport indulása után döbbenten látják, hogyan robban fel Cockburn egy régi szárazföldi aknára lépve. Speedman, abban bízva, hogy Cockburn halála nem valódi volt, elhiteti Chinoval, Portnoy-jal és Sandusky-val, hogy rendezőjük még mindig él, és a film továbbra is forog. Lazarus-t nem győzi meg, de mégis csatlakozik színésztársaihoz, s folytatják útjukat a dzsungelen keresztül.
Amikor Tayback és a pirotechnikai operátor, Cody Underwood (Danny McBride) próbálja megtalálni a halott rendezőt, akkor a Tüzes Sárkányok foglyul ejtik őket, ahol kiderül: Tayback "tényregénye" csak kitaláció, s hogy valójában nem is vesztette el a kezét. Ahogy a színészek folytatják útjukat a dzsungelen keresztül, Lazarus és Sandusky rájön, hogy Speedman rossz irányba vezette őket. A négy színész a dzsungelben való sétától fáradtan, és abban a reményben, hogy megmentik őket, egyedül hagyják Speedmant, aki egymaga megy tovább, ám őt is foglyul ejtik a Tüzes Sárkányok, s elhurcolják herointermelő telepükre. Abban a hitben, hogy az egy, a forgatókönyvben is említett háborús fogolytábor, Speedman továbbra is a szerepét játssza, mintha a kamerák még mindig forognának. A banda felfedezi, hogy ő az egyik kedvenc filmjük, a "Jámbor Jack" (angolul: Simple Jack) főszereplője, s kényszerítik, hogy naponta többször előadja a szerepét. 
Ezalatt Los Angeles-ben Speedman ügynöke, Rick Peck (Matthew McConaughey) próbál tárgyalni a teljesen közömbös Grossmannel Speedman szerződésének egyik be nem teljesített részéről, miszerint a színész egy ún. TiVo-t (elektronikus eszköz) kap. A Tüzes Sárkány felhívja a két férfit, és váltságdíjat követel Speedmanért, de Grossman váltságdíj helyett fél perces monológjában a sárga földig lehordja a bandát. Annak ellenére, hogy milyen fenyegetéseket tett a Tüzes Sárkány felé, Grossman azt a benyomást kelti, hogy egyáltalán nem érdekli Speedman kiszabadítása, s ennek előnyeiről próbálja meggyőzni Ricket is. Például rengeteg pénzt és egy Gulfstream V-t ajánl Rick együttműködéséért cserébe.
Lazarus, Chino, Portnoy és Sandusky felfedezi a Tüzes Sárkány heroinüzemét. Miután meglátják Speedmant kínzás közben, egy megmentési terven kezdenek el dolgozni a film forgatókönyve alapján. Lazarus eljátssza, hogy egy farmer, aki elkapta Portnoy-t, aki a földjein garázdálkodott, s most egy bivaly hátán vitte el oda. Ezzel elvonja a fegyveres őrök figyelmét, míg Chino és Sandusky megpróbálja kideríteni, hol tartják a foglyokat. Miután a banda észreveszi az ellentmondásokat Lazarus történetében, a színészek tüzet nyitnak rájuk vaktölténnyel, átmenetileg megfékezve őket. Amikor a banda rájön, hogy színészek őrzik őket, összegyűlnek, és visszalőnek. 
A négy színész megtalálja Speedmant, Taybacket és Underwoodot, ezután együtt mennek át egy hídon – ami robbanószerekkel van „felszerelve” –, hogy elérjék a rájuk váró helikoptert. Speedman kérleli őket, hogy had maradhasson a bandával, ami – úgy véli –, a családja; de gyorsan kereket old, nyomában a Tüzes Sárkánnyal. Tayback felrobbantja a hidat, ami elérhetővé tenné Speedmannek a biztonság elérését, ám, ahogy a helikopter felszáll, a banda egy RPG-vel tüzel a gépre. Ekkor Rick váratlanul kibukkan az erdőből, kezében egy TiVo szerkezettel, amit az RPG lövedék útjába hajít, megmentve a színészeket. A színészek és a személyzet visszatér Hollywoodba, ahol a rejtett kamerák felvételeit egy játékfilmmé állították össze, „Trópusi baklövés” (angolul: Tropic Blunder) címmel, s a film remek kritikát és nagy bevételt ér el. A filmmel Speedman elhódítja élete első Oscar-díját, amelyet Lazarus ad át neki a díjkiosztón.
|  | Itt a vége a cselekmény részletezésének! |

## Szereposztás
- Ben Stiller, mint Tugg Speedman; összevetve a fiatal Sylvester Stallone-val,[5] ő volt a legnagyobb keresetű, legnagyobb bevételű színész, "Rekkenő" (angolul: Scorcher) című filmsorozatának köszönhetően. De sikeres karrierje megszakadt, most már egyetlen kasszasikerben sem tűnik fel. Miután sikertelen kísérletet tett, hogy megszemélyesítse "Jámbor Jack" komoly szerepét; Négylevelű Tayback karakterét vállalja el, hogy megmentse karrierjét. Az első ál-reklámfilm, a film elején egy betekintés a "Rekkenő VI" című filmbe, amely a legújabb a sorozatban.
- Robert Downey Jr., mint Kirk Lazarus; összevetve Russell Crowe-val,[5] egy rendkívül tehetséges ausztrál módszer-színésszel. Lazarus egy ellentmondásos "pigment-átültetésen" esett át, hogy meg tudja személyesíteni a színes bőrű, Lincoln Osiris őrmestert. Lazarus nem hajlandó kitörni karaktere személyiségéből a film forgatása alatt, végig tartja az afro-amerikai angol kiejtést és beszédet. Lazarus ál-reklámfilmje a Sátán sikátora (angolul: Satan's Alley), ami két, 12. századi ír kolostorban élő, meleg szerzetes életéről szól. Itt olyan filmek paródiáját látjuk, mint a Brokeback Mountain – Túl a barátságon, vagy Downey Tobey Maguire-rel alakított közös jeleneteit a Wonder Boys – Pokoli hétvégéből.[6]
- Jack Black, mint Jeff Portnoy; összevetve Chris Farley-val.[5] Ő egy drog-függő komédia-színész, aki jól ismert azokból a filmekből, amelyek a WC-humorra építenek, azon belül is leginkább a "szellentésre"; ezekben jómaga több szerepet is játszik. A filmen belül a filmben egy reszelős hangú katonát játszik, neve nyersfordításban: Dagi (az angol eredetiben Fats). Az ő ál-reklámfilmje a "Hájasék – Második pukizód" címet viseli (az angol eredetiben Fatties – Fart 2), amely egy családról szól (amelyben minden tagot Portnoy alakít), akik élvezetüket lelik a "gáz-eregetésben". A film az Eddie Murphy szereplésével készült A bölcsek kövére 2. – A Klump család című filmre építi paródiáját.[7][8][9]
- Brandon T. Jackson, mint Alpa Chino, egy rapper, aki a színjátszás felé fordul, miközben termékeit hirdeti. Ezek (angolul) a Bust-A-Nut, és a Booty Sweat, utóbbi a szinkronos verzióban Suna szaftként szerepel. A neve az Al Pacino név torzítása. Az ál-reklámfilmek előtt jelenik meg Chino reklámja, amint két termékét reklámozza.
- Jay Baruchel, mint Kevin Sandusky, a tisztelettudó újonc színész, ő az egyetlen szereplő, aki olvasta a forgatókönyvet és részt vett a kijelölt tábori kiképzésen a film előtt. Sandusky egy Brooklyn nevű fiatal katonát alakít. Ő a "becsületes ember" megtestesítője, ő játszik egyedül belső konfliktus, vagy mélyen gyökeredző bizonytalanság nélkül.
- Nick Nolte, mint John "Négylevelű" Tayback, a "Trópusi vihar" című könyv szerzője, amit saját emlékiratai, és háborús tapasztalatai alapján írt. A filmen belüli film, ezen a regényen alapszik. Az ő ötlete a színészek beküldése a dzsungel közepébe.
- Steve Coogan, mint Damien Cockburn, a tapasztalatlan brit filmrendező, aki képtelen irányítani színészeit a film forgatása közben.
- Danny McBride, mint Cody Underwood, a film robbantásügyi-szakértője, és helikopter-pilótája; piromániás.
- Matthew McConaughey, mint Rick 'Pecek' Peck, Tugg Speedman rendkívül odaadó ügynöke, és legjobb barátja.
- Bill Hader, mint Rob Slolom, Les Grossman asszisztense és jobbkeze.
- Brandon Soo Hoo, mint Tran, a Tüzes Sárkány banda fiatal vezetője, és a film fő antihőse. A karakter összehasonlítási alapjai a Karen Nemzeti Unió (burmai politikai szervezet) gerilla vezetői Johnny és Luther Htoo.
- Reggie Lee, mint Byong, a Tüzes Sárkány banda második számú vezetője.
- Tom Cruise, mint Les Grossman, a "Trópusi vihar" mocskosszájú, forrófejű executive producere.

Továbbá különböző színészek és hírességek, akik önmagukat alakítják, például Tobey Maguire, Tyra Banks, Tom Hanks, Sean Penn, Jennifer Love Hewitt, Alicia Silverstone és Jon Voight. Christine Taylor, Mini Anden, Anthony Ruivivar és Yvette Nicole Brown pedig kisebb szerepeket játszanak a filmben. Justin Theroux, a film írója, két rövid jelenetben tűnik fel, mint a helikopteres lövész, és mint egy lemezlovas, egy később törölt jelenetben.

### Magyar szinkron
| Színész             | Karakter                  | Szinkronszínész     |
| ------------------- | ------------------------- | ------------------- |
| Ben Stiller         | Tugg Speedman             | Anger Zsolt         |
| Robert Downey Jr.   | Kirk Lazarus              | Fekete Ernő         |
| Jack Black          | Jeff Portnoy              | Kálloy Molnár Péter |
| Brandon T. Jackson  | Alpa Chino                | Szabó Máté          |
| Jay Baruchel        | Kevin Sandusky            | Hamvas Dániel       |
| Nick Nolte          | John "Négylevelű" Tayback | Reviczky Gábor      |
| Steve Coogan        | Damien Cockburn           | Kaszás Gergő        |
| Danny McBride       | Cody Underwood            | Besenczi Árpád      |
| Matthew McConaughey | Rick "Pecek" Peck         | Nagy Ervin          |
| Bill Hader          | Rob Slolom                | Zámbori Soma        |
| Brandon Soo Hoo     | Tran                      | Penke Bence         |
| Reggie Lee          | Byong                     | Király Attila       |
| Tom Cruise          | Les Grossman              | Epres Attila        |

Forrás: magyarszinkron.hu

## Gyártás

### Forgatókönyv
Stiller a Trópusi vihar előzetes ötleteit a "A Nap birodalma" (angolul: The Empire of Sun) című film forgatása alatt dolgozta ki. Stiller olyan színészekkel akart filmet készíteni, akiket jól ismert, s akik részt vettek egy újonc-kiképzőtáborban, filmbeli szerepükre felkészülendő; így magabiztossá és érintetté téve őket egy valódi katonai egység életében. A társíró, Theroux felfedte, hogy az eredeti forgatókönyv koncepciója az volt, hogy a színészek egy kiképzőtábor modelljébe, szimulációjába mennek, majd onnan poszttraumatikus stressz szindrómával térnek vissza. A végleges forgatókönyvet úgy alakították ki, hogy olyan vietnámi háborús filmek kigúnyolója legyen, mint az Apokalipszis most, A szakasz, az Acéllövedék, a Hamburger Hill és A szarvasvadász. Theroux rámutatott, hogy mivel a nézők nagyobb figyelemmel kísérték a hollywoodi filmgyártás belső működését, köszönhetően a hírességek weboldalainak és Hollywood hírforrásainak, a forgatókönyv megírása könnyebb feladatnak bizonyult. A történet forgatókönyv nélküli részeinek párbeszédei a forgatás közben alakultak, fejlődtek, illetve a színészek improvizálták azokat.

### Szereplők
Kirk Lazarus karakterét Etan Cohen hozta létre, azoknak a módszerszínészeknek paródiájaként, akik rengeteg időt töltenek szerepük megformálásával. Downey-t Stiller kereste meg a szerepről, míg az hawaii-i nyaralását töltötte. Downey a CBS csatorna The Early Show-jában nyilatkozott először, amikor azt mondta: "Ez a legőrültebb dolog, amiről valaha is hallottam."; majd Stiller válaszolt: "Igen, tudom – hát nem remek?". Egy másik interjúban Downey azt mondta, hogy elvállalta a szerepet, de nem tudja, hol és hogyan kezdhetné el karakterének felépítését. Végül egy afroamerikai népi angolt beszélő, mogorva, egyenetlen mély hang mellett döntött. Később megmutatta Stillernek telefonon keresztül karaktere hangját, s a rendező rögtön jóváhagyta azt. Downey felfedte, hogy olyan színészek karaktereit modellezte, mint Russell Crowe, Colin Farrell és Daniel Day-Lewis. Az eredeti forgatókönyv szerint Downey karaktere egy ír ember, ám ez megváltozott, amikor Downey kijelentette, hogy egy ausztrál ember jellemére jobban tudna improvizálni (korábban már játszott hasonló bennszülött ausztrál karaktert a Született gyilkosok című filmben). Downey gyakorlata, miszerint forgatási szünetekben is szerepben tud maradni, szintén külön Lazarus karakteréhez került a forgatókönyvbe. Downey sminkjének elkészítéséhez alkalmanként egy és fél, két óra szükségeltetett. Downey szerint: „Egy sminkes az arcom egyik oldalát, egy másik a másik oldalát kezdte el, majd középen fejezték be.”
Downey elismert az esetleges vitákat a szerepe fölött: „A nap végén, mindig arról szól, hogy milyen jól kötelezed el magad a karakterhez. Ha úgy érzem, nem szilárd erkölcsileg, vagy, ha könnyen félreértelmezhető lenne, hogy én vagyok-e C. Thomas Howell, a Fehér feketében-ből, akkor jobb lett volna otthon maradnom.” Jackson kijelentette: „Amikor először olvastam a forgatókönyvet, így voltam vele: Mi? Színesbőrű? De amikor láttam a szerepében, egy fekete emberré válva... szimplán jó volt. A forgatáson furcsa volt, mert ment volna tovább a karakterével. Ő egy módszer-színész.” Stiller is kommentálta Downey ábrázolását fekete emberként: „Amikor az emberek látják a filmet – a film kontextusában egy módszer-színészt játszik, aki hosszú utat jár be, egy fekete srácot játszva...” Stiller számos színes bőrű újságíró, és a Nemzeti Szövetség a Színesbőrűek Fejlődéséért szervezet előtt tekintette meg a filmet, ők pozitívan reagáltak a karakterre.
Cruise a filmben eredetileg csak cameoszerepet játszott volna, mint Rick Peck, Stiller ügynöke. Helyette Cruise azt javasolta, hogy egy stúdió-vezető karaktert adjanak hozzá a filmhez, végül az ötletet beépítették a forgatókönyvbe. Stiller és Cruise vállvetve dolgoztak – az így kialakult – Les Grossman, a középkorú üzletember karakterének kidolgozásán. A szerep megkövetelte Cruise-tól egy ún. „fatsuit” (kövérítő jelmez), prosztetikus hosszabb kezek, és egy ún. „bald cap” (kopasz fej-maszk) viseletét. Cruise ötlete alapján ruházták fel a karaktert hosszabb karokkal, illetve táncolt a film végén Ludacris „Get Back” című dalára. Stiller Cruise szerepét a mozikba kerülésig titokban szándékozta tartani. Ezen felül a Paramount Pictures is megtagadta, hogy a médiában Cruise szerepéről bármilyen promóciós képek megjelenjenek. 2007 novemberében olyan képek jelentek meg az Inside Edition című TV-showban, illetve az interneten, amelyeken Tom Cruise kopasz parókával és kövérítő jelmezben látszik. Cruise ügyvédei perrel fenyegetőztek. Különböző oldalakat kerestek fel, amelyek közzétették a képeket, s azokat azonnal eltávolíttatták. Cruise egyik képviselője kijelentette: „Mr. Cruise megjelenése meglepetésnek volt szánva, rajongóinak világszerte. A lesifotós mindazt tönkretette, ami egy remek felfedezés lett volna a mozinézőknek.” A fotóügynökség, az INF, amely először mutatta be a képeket, egy nyilatkozattal válaszolt: „Bár a képek a büntető- és magánjog megsértése nélkül készültek, úgy döntöttünk, azonnali hatállyal kivonjuk a forgalomból.”
Egy utolsó pillanatban történt csere miatt egyedül Tobey Maguire volt elérhető, hogy két órán keresztül forgassa kisebb szerepét a Sátán sikátora ál-reklámfilmben. Downey azt mondta: csodálkozott, hogy Maguire vállalja a szerepet, továbbá kijelentette, hogy úgy érezte magát, mintha a 2000-es Wonder Boys – Pokoli hétvége című közös filmjük jeleneteit játszanák, „karmikus kifizetődéssel”. Abban a filmben Downey karaktere „egyéjszakás kalandba” keveredik Maguire karakterével. Miután Cruise elhagyta Rick Peck szerepét, Owen Wilsont választották ki a karakter megformálására. Ám amikor 2007 augusztusában öngyilkosságot kísérelt meg, Wilson kikerült a filmből, helyére Matthew McConaughey-t választották.

### Forgatás
Bár eredetileg Dél-Kalifornia és Mexikó területe volt kijelölve a filmezésre, ám végül mégis a Hawaii szigetek Kauai nevű szigetén forgatták a film legnagyobb részét. Mexikó helyett azért esett Kauai-ra a választás, mert a Kauai Filmbizottsággal való tárgyalások után, a film az államon belüli költségekből adójóváírást kapott. John Toll, az operatőr kijelentette, hogy a szigetet Vietnámra hajazó tulajdonságai miatt is választották – a sziget erdői sűrű lombozattal, változatos tereppel és időjárással rendelkeznek. Kauai-t először 2004-ben derítették fel, mint a Trópusi vihar egyik lehetséges filmezési helyszínét. Stiller hat héten keresztül több, mint 25 órát töltött a sziget „felfedezésével”, terepjárókat, hajókat és helikoptereket használva. Miután a film 2006-ban zöld utat kapott a DreamWorks-től, elkezdődött a film hat hónapos gyártás-előkészítő szakasza. Ez idő alatt további helyszíneket derítettek fel a filmezés számára. A Los Angeles-i és beltéri jeleneteket a hollywoodi Universal Studios-ban forgatták.

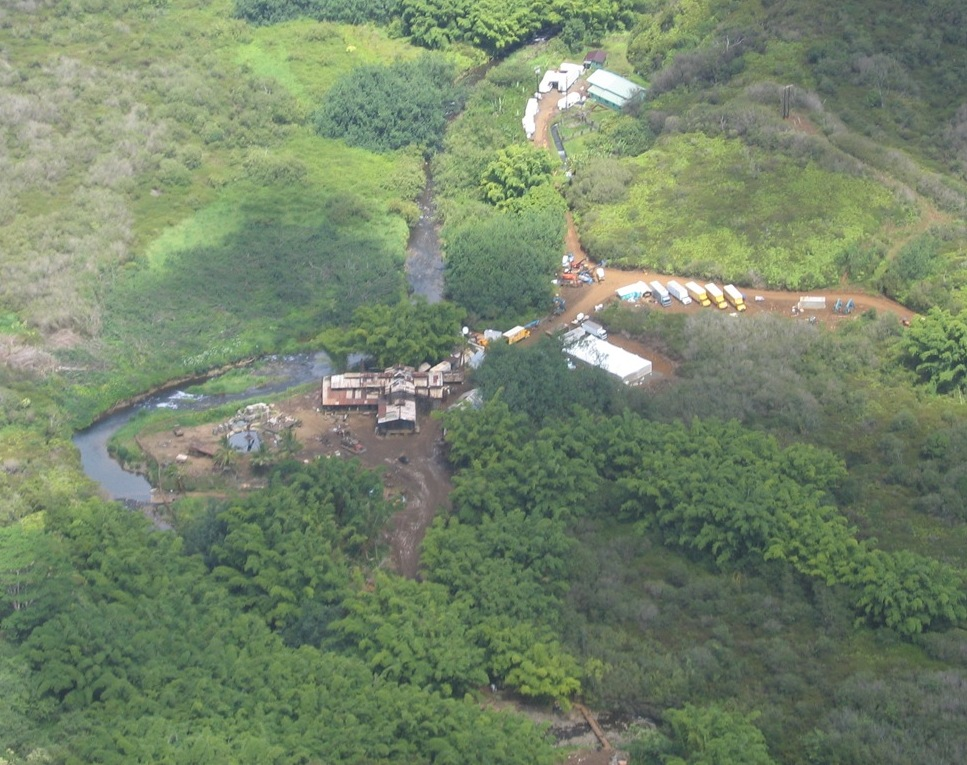
A film forgatási helyszíne 2007 szeptemberében

 Az elmúlt 5 év legnagyobb filmes produkciója Kauai-n a Trópusi vihar volt. Miután a forgatás befejeződött, úgy ítélték, hogy az addigi napig a sziget legnagyobb filmes produkciója volt a Trópusi vihar, amely közel 60 millió $-ral járult hozzá a sziget gazdaságához. Tim Ryan a Hawaii Film és Videó Magazin főszerkesztője így kommentálta a forgatást a szigeten: „Úgy gondolom, a Trópusi vihar rég várt nyilvánosságot fog hozni Kaua'i-nak a filmgyártási porondon... Kaua't vissza kell helyezni a filmgyártás térképére.” Az előzetes produkciós stáb már 2006 decemberében a szigeten volt, ám az elsődleges forgatás 2007 júliusában kezdődött, majd 13 hétig tartott a sziget 7 különböző helyszínén. A forgatás nagyrészt magánterületeken és természetvédelmi területként kijelölt helyeken zajlott. A válogatás során 500 helyi lakos felhívására került sor, hogy a filmbeli falusiakat ábrázolhassák. Két egység egyszerre végezte a filmezést, egy a szigeten, a földről, a másik a levegőből, helikopterek segítségével. A díszletek nagy része, és a végső jelenetnél használt híd 3 hónap alatt épültek fel. A sziget szeszélyes időjárása esővel és villámlással hátráltatta a film forgatását. A stábnak is szembe kellett nézni nehézségekkel a felszerelés szállításakor a nehéz terepen.
A film tanácsadó céget, a Warriors Inc.-et kérték fel, hogy biztosítsák a háborús jeleneteket, beleértve a színész által viselt ruházat hiteles kinézetét. Az amerikai hadsereg korábbi tagjai tanították a színészeket, hogyan kezeljék és töltsék újra fegyverüket, illetve, hogy tüzeljenek azzal; továbbá különböző taktikai mozgásokat sajátítottak el. A nyitó háborús jelenetet több, mint három hétig forgatták, 50 kaszkadőr segítségével. Továbbá animátorokat használtak, hogy feltérképezzék a forgatás szükséges kameraállásait.

### Effektek
A filmhez hat vállalat készített el közel 500 vizuális effektust a különböző jelenetekhez és elemekhez. Ezek hetente váltották egymást, köszönhetően a teszt-közönség reakcióinak. A CIS Visual Effects Group segédkezett a Rekkenő VI ál-trailerénél, s további húsz felvételnél az otthoni használatra kiadott változatnál. A film komédia részének erősítéséhez a robbanások és összeomlások díszítettebbek lettek, kiemelve a rombolást. A vizuális effektusok felügyelője, Michael Fink rávilágított az eltúlzott robbanásokra: „Nagyon keményen dolgoztunk, hogy a számítógép által generált képekkel készült helikopter-robbanásos jelenet valóságosnak hasson. Ben hajthatatlan volt efelől, de mindeközben hatalmas robbanást is akart. Amikor látod, ahogy lezuhan a földre, olyan volt, mintha tele lenne gázolajjal! Ugyanez volt a helyzet Ben, őrmester karakterével, aki majdnem elkap egy kézigránátot... Nos, én három évig szolgáltam a hadseregben, és egy kézigránát se okozna akkora robbanást... De az egy nagy, drámai pillanat volt és nagyon jól nézett ki... és elég igazinak is hatott.”
A film nyitó jelenetében lévő nagy napalm-robbanáshoz 137 méternyi (450 láb) robbanóanyag-sort alkalmaztak, amelyek összesen 4165 liternyi (1100 gallon) gázolajat és benzint tartalmaztak. A robbanásánál használt pálmafák azután kerültek speciális helyükre, miután a stáb meghatározta a megvilágítás hatását, és a szükséges kameraszögeket. Az 1,25 másodpercig tartó robbanás méretének és költségének köszönhetően a jelenetet csak egyszer vették fel, tizenkét kamerával. A stáb és a színészek biztonsága érdekében, a detonátorokat egy órával a robbanás előtt elhelyezték, és senkinek sem volt engedélyezett 120 méteren belül tartózkodnia (400 láb) a detonáció idején. A robbanás 12 különálló robbanásból tevődött össze, az eredményeként felszálló gombafelhő közel 105 méteres (350 láb) magasságot ért el. A filmben lévő jelenetben egyedül Danny McBride karaktere, Cody Underwood volt látható a robbanáskor. A többi szereplőt digitálisan adták hozzá a filmhez. A film egyik zárójelenetében, a híd felrobbanását 9 kamerával rögzítették, s a stáb tagjainak több, mint 900 méter (3000 láb) távolságot kellett tartaniuk biztonságuk érdekében.

## Filmzene
Számcím-előadó
- 1, "The Name of the Game (The Crystal Method's Big A** T.T. Mix)" – The Crystal Method
- 2, "Ball of Confusion (That's What the World is Today)" – The Temptations
- 3, "Run Through the Jungle" – Creedence Clearwater Revival
- 4, "Sadeness, Pt. 1" – Enigma
- 5, "U Can't Touch This" – MC Hammer
- 6, "Ready Set Go" – Ben Gidsjoy
- 7, "I Just Want to Celebrate" – The Mooney Suzuki
- 8, "I'd Love to Change the World" – Ten Years After
- 9, "The Pusher" – Steppenwolf
- 10, "Movin' On Up" – Ja'net Dubois
- 11, "Frankenstein" – The Edgar Winter Group
- 12, "Sometimes When We Touch" – Dan Hill
- 13, "War" – Edwin Starr
- 14, "I Love That P***y" – Brandon T. Jackson[62]